# Copa Mundial Junior de Hockey Femenino de 2013
La VI Copa Mundial Junior de Hockey Femenino se realizó entre el 27 de julio y el 4 de agosto de 2013 en la ciudad de Mönchengladbach, en Alemania.
Al igual que en el torneo anterior, Países Bajos se alzó con el trofeo al derrotar en la final a Argentina, venciéndolas en la final 4-2 en la tanda de penaltis tras finalizar el partido empatado 1-1. Países Bajos logró así su tercer título en este torneo.

## Clasificación
Cada confederación continental recibió un determinado número de plazas. La cantidad de plazas que recibe cada continente se asigna sobre la base de la Clasificación Mundial de la FIH de los equipos clasificados. 
Las plazas se distribuyen de la siguiente manera: una para el país local, Alemania y otros quince equipos provenientes de los distintos procesos clasificatorios organizados por sus confederaciones continentales.
| Fechas                                    | Evento                              | Lugar del evento               | Clasificado (s)                        |
| ----------------------------------------- | ----------------------------------- | ------------------------------ | -------------------------------------- |
| País local                                | País local                          | País local                     | Alemania                               |
| 27 de junio – 7 de julio de 2012          | Copa Asiática Junior 2012           | Bangkok, Tailandia             | China India Corea del Sur              |
| 15 de julio – 21 de julio de 2012         | Eurohockey Junior 2012 II           | Aleksin, Rusia                 | Rusia                                  |
| 26 de agosto – 1 de septiembre de 2012    | Eurohockey Junior 2012              | 's-Hertogenbosch, Países Bajos | Países Bajos España Inglaterra Bélgica |
| 10 de septiembre–22 de septiembre de 2012 | Campeonato Panamericano Junior 2012 | Guadalajara, México            | Argentina Canadá Estados Unidos        |
| 13 de octubre–21 de octubre de 2012       | Copa Africana Junior 2012           | Randburg, Sudáfrica            | Sudáfrica Ghana                        |
| 25 de febrero – 3 de marzo de 2013        | Copa de Oceanía 2013                | Gold Coast, Australia          | Australia Nueva Zelanda                |

## Resultados

### Primera ronda
En esta fase, los dieciséis equipos participantes se dividen equitativamente en grupos, es decir cada grupo posee cuatro selecciones. Aquí las selecciones jugarán en un sistema todos contra todos a una sola rueda, obteniendo tres puntos el equipo que gana, uno el que empata y ninguno el que pierde.
Clasifican a los cuartos de final, los dos primeros de cada grupo. Los que no avanzaron jugarán una reclasificación para definir su posición final en el torneo.

#### Grupo A
| Equipo         | J | G | E | P | GF | GC | Pts |
| -------------- | - | - | - | - | -- | -- | --- |
| Países Bajos   | 3 | 3 | 0 | 0 | 17 | 1  | 9   |
| Estados Unidos | 3 | 2 | 0 | 1 | 11 | 5  | 6   |
| Corea del Sur  | 3 | 1 | 0 | 2 | 10 | 6  | 3   |
| Ghana          | 3 | 0 | 0 | 3 | 0  | 25 | 0   |

| 27 de julio de 2013 | Estados Unidos                             | 4:1     | Corea del Sur | Warsteiner HockeyPark, Mönchengladbach   |                                          |
|                     | Vitesse 30', 60' · Dessoye 48' · Bozek 57' | Reporte | 29' Cheon     | Árbitra: Hannah Sanders Valentina Tomasi | Árbitra: Hannah Sanders Valentina Tomasi |

| 27 de julio de 2013 | Países Bajos                                                                               | 10:0    | Ghana | Warsteiner HockeyPark, Mönchengladbach |                                   |
|                     | Van Wijk 10', 46', 50', 52', 67' · De Lange 26', 44' · Scheerlinck 38', 53' · Siersema 61' | Reporte |       | Árbitra: Melanie Oakden Chen Hong      | Árbitra: Melanie Oakden Chen Hong |

| 28 de julio de 2013 | Corea del Sur                                                               | 9:0     | Ghana | Warsteiner HockeyPark, Mönchengladbach |                                        |
|                     | Kim H. 2', 6', 38' · Cheon 3', 24' · Lee Y. 32' · 34' · Kang 68' · Song 70' | Reporte |       | Árbitra: Gabriele Schmitz Sarah Wilson | Árbitra: Gabriele Schmitz Sarah Wilson |

| 28 de julio de 2013 | Países Bajos                                     | 5:1     | Estados Unidos | Warsteiner HockeyPark, Mönchengladbach |                                     |
|                     | Van Wijk 2', 19', 42' · Saxton 28' · Keetels 70' | Reporte | 45' Vitesse    | Árbitra: Irene Presenqui Emi Yamada    | Árbitra: Irene Presenqui Emi Yamada |

| 30 de julio de 2013 | Ghana | 0:6     | Estados Unidos                                                               | Warsteiner HockeyPark, Mönchengladbach   |                                          |
|                     |       | Reporte | 9' Parsley · 14' Bolles · 26' Johnson · 55' Holland · 67' Gebhart · 68' Wold | Árbitra: Ayanna McClean Valentina Tomasi | Árbitra: Ayanna McClean Valentina Tomasi |

| 30 de julio de 2013 | Corea del Sur | 0:2     | Países Bajos                | Warsteiner HockeyPark, Mönchengladbach |                                      |
|                     |               | Reporte | 3' Verschoor · 48' De Lange | Árbitra: Liu Xiaoying Melanie Oakden   | Árbitra: Liu Xiaoying Melanie Oakden |

#### Grupo B
| Equipo    | J | G | E | P | GF | GC | Pts |
| --------- | - | - | - | - | -- | -- | --- |
| Argentina | 3 | 2 | 1 | 0 | 9  | 3  | 7   |
| Sudáfrica | 3 | 1 | 2 | 0 | 9  | 6  | 5   |
| China     | 3 | 1 | 1 | 1 | 5  | 6  | 4   |
| Canadá    | 3 | 0 | 0 | 3 | 4  | 12 | 0   |

| 27 de julio de 2013 | Argentina                                        | 4:0     | Canadá | Warsteiner HockeyPark, Mönchengladbach |                                    |
|                     | A. Habif 4' · Werthein 15', 35' · Albertario 62' | Reporte |        | Árbitra: Amber Church Sarah Wilson     | Árbitra: Amber Church Sarah Wilson |

| 27 de julio de 2013 | Sudáfrica                           | 3:3     | China                               | Warsteiner HockeyPark, Mönchengladbach   |                                          |
|                     | Lategan 41' · Brand 56' · Bobbs 70' | Reporte | 23' Sun · 32' Liu M. · 51' Zhang J. | Árbitra: Fanneke Alkemade Maggie Giddens | Árbitra: Fanneke Alkemade Maggie Giddens |

| 28 de julio de 2013 | Argentina                          | 3:3     | Sudáfrica                           | Warsteiner HockeyPark, Mönchengladbach    |                                           |
|                     | Albertario 10', 30' · Granatto 12' | Reporte | 2' Walraven · 24' Brand · 66' Britz | Árbitra: Kylie Seymour Vilma Bagdanskiene | Árbitra: Kylie Seymour Vilma Bagdanskiene |

| 28 de julio de 2013 | China               | 2:1     | Canadá         | Warsteiner HockeyPark, Mönchengladbach |                                        |
|                     | Liu Y. 37' · Gu 69' | Reporte | 44' Karringten | Árbitra: Aleesha Unka Annelize Rostron | Árbitra: Aleesha Unka Annelize Rostron |

| 30 de julio de 2013 | Canadá                                     | 3:6     | Sudáfrica                                                              | Warsteiner HockeyPark, Mönchengladbach     |                                            |
|                     | Randhawa 28' · Norlander 49' · Stewart 57' | Reporte | 19' Du Plessis · 37', 46' Walraven · 48' Jones · 55' Brand · 69' Bobbs | Árbitra: Stephanie Judefind Hannah Sanders | Árbitra: Stephanie Judefind Hannah Sanders |

| 30 de julio de 2013 | China | 0:2     | Argentina              | Warsteiner HockeyPark, Mönchengladbach |                                        |
|                     |       | Reporte | 8', 67' Gomes Fantasia | Árbitra: Michelle Joubert Sarah Wilson | Árbitra: Michelle Joubert Sarah Wilson |

#### Grupo C
| Equipo        | J | G | E | P | GF | GC | Pts |
| ------------- | - | - | - | - | -- | -- | --- |
| Australia     | 3 | 2 | 1 | 0 | 15 | 4  | 7   |
| India         | 3 | 2 | 0 | 1 | 13 | 7  | 6   |
| Nueva Zelanda | 3 | 1 | 1 | 1 | 13 | 5  | 4   |
| Rusia         | 3 | 0 | 0 | 3 | 1  | 26 | 0   |

| 27 de julio de 2013 | Nueva Zelanda                                                                                    | 10:0    | Rusia | Warsteiner HockeyPark, Mönchengladbach |                                      |
|                     | Fremaux 2', 52' · Symes 8' · Neal 28', 34' · Goad 30' · Cocks 36', 55' · Tanner 47' · Storey 70' | Reporte |       | Árbitra: Annelize Rostron Emi Yamada   | Árbitra: Annelize Rostron Emi Yamada |

| 27 de julio de 2013 | India     | 1:6     | Australia                                                                      | Warsteiner HockeyPark, Mönchengladbach   |                                          |
|                     | Barla 27' | Reporte | 17' Slattery · 19' Allendorf · 31' Fitzpatrick · 41', 69' Peris · 46' Flanagan | Árbitra: Michelle Joubert Ayanna McClean | Árbitra: Michelle Joubert Ayanna McClean |

| 28 de julio de 2013 | Nueva Zelanda | 0:2     | India                      | Warsteiner HockeyPark, Mönchengladbach |                                       |
|                     |               | Reporte | 45' M. Kaur · 51' Katariya | Árbitra: Hannah Sanders Kang Hyun hee  | Árbitra: Hannah Sanders Kang Hyun hee |

| 28 de julio de 2013 | Australia                                                             | 6:0     | Rusia | Warsteiner HockeyPark, Mönchengladbach       |                                              |
|                     | Fitzpatrick 2', 31', 52' · Allendorf 8' · Slattery 25' · E. Smith 35' | Reporte |       | Árbitra: Stephanie Judefind Valentina Tomasi | Árbitra: Stephanie Judefind Valentina Tomasi |

| 30 de julio de 2013 | Rusia            | 1:10    | India                                                                                  | Warsteiner HockeyPark, Mönchengladbach |                                   |
|                     | Miroshnikova 36' | Reporte | 7', 15', 31' Katariya · 22', 27' Rani · 39', 49' Rampal · 44' Arya · 66' · 69' M. Kaur | Árbitra: Chen Hong Maggie Giddens      | Árbitra: Chen Hong Maggie Giddens |

| 30 de julio de 2013 | Australia                                      | 3:3     | Nueva Zelanda                | Warsteiner HockeyPark, Mönchengladbach      |                                             |
|                     | Fitzpatrick 19' · Allendorf 49' · Flanagan 67' | Reporte | 25' Dennison · 37', 69' Reid | Árbitra: Vilma Bagdanskiene Irene Presenqui | Árbitra: Vilma Bagdanskiene Irene Presenqui |

#### Grupo D
| Equipo     | J | G | E | P | GF | GC | Pts |
| ---------- | - | - | - | - | -- | -- | --- |
| España     | 3 | 2 | 1 | 0 | 10 | 2  | 7   |
| Inglaterra | 3 | 2 | 0 | 1 | 10 | 7  | 6   |
| Alemania   | 3 | 1 | 1 | 1 | 9  | 5  | 4   |
| Bélgica    | 3 | 0 | 0 | 3 | 1  | 17 | 0   |

| 27 de julio de 2013 | Inglaterra | 0:5     | España                                                        | Warsteiner HockeyPark, Mönchengladbach |                                     |
|                     |            | Reporte | 5', 19' Ca. Salvatella · 39' Maraña · 40' Bonastre · 59' Tost | Árbitra: Kylie Seymour Aleesha Unka    | Árbitra: Kylie Seymour Aleesha Unka |

| 27 de julio de 2013 | Bélgica         | 1:6     | Alemania                                                                 | Warsteiner HockeyPark, Mönchengladbach    |                                           |
|                     | Steenackers 35' | Reporte | 4' Stöckel · 16' Gonnermann · 24', 43' Knuepfer · 38' Grote · 50' Krauss | Árbitra: Stephanie Judefind Kang Hyun hee | Árbitra: Stephanie Judefind Kang Hyun hee |

| 28 de julio de 2013 | Inglaterra                                                                                    | 8:1     | Bélgica     | Warsteiner HockeyPark, Mönchengladbach |                                        |
|                     | Chilton 6', 42' · Defroand 25', 55' · McCallin 26' · Inverdale 32' · Martin 35' · Addison 64' | Reporte | 53' Wouters | Árbitra: Maggie Giddens Melanie Oakden | Árbitra: Maggie Giddens Melanie Oakden |

| 28 de julio de 2013 | Alemania                 | 2:2     | España                            | Warsteiner HockeyPark, Mönchengladbach |                                    |
|                     | Knuepfer 6' · Krauss 41' | Reporte | 28' Bonastre · 48' Ca. Salvatella | Árbitra: Amber Church Liu Xiaoying     | Árbitra: Amber Church Liu Xiaoying |

| 30 de julio de 2013 | España                             | 3:0     | Bélgica | Warsteiner HockeyPark, Mönchengladbach  |                                         |
|                     | Guinea 9' · Maraña 19' · Magaz 62' | Reporte |         | Árbitra: Gabriele Schmitz Kylie Seymour | Árbitra: Gabriele Schmitz Kylie Seymour |

| 30 de julio de 2013 | Alemania   | 1:2     | Inglaterra        | Warsteiner HockeyPark, Mönchengladbach     |                                            |
|                     | Krauss 24' | Reporte | 31' · 57' Addison | Árbitra: Fanneke Alkemade Annelize Rostron | Árbitra: Fanneke Alkemade Annelize Rostron |

### Ronda de consuelo
|  | Primera eliminatoria | Primera eliminatoria |               |               | Segunda eliminatoria | Segunda eliminatoria |               |                     | Noveno puesto       | Noveno puesto |  |
|  | 1 de agosto          | 1 de agosto          |               |               | 2 y 3 de agosto      | 2 y 3 de agosto      |               |                     | 4 de agosto         | 4 de agosto   |  |
|  |                      |                      |               |               |                      |                      |               |                     |                     |               |  |
|  |                      |                      |               |               |                      |                      |               |                     |                     |               |  |
|  | Corea del Sur        | 3                    |               |               |                      |                      |               |                     |                     |               |  |
|  | Corea del Sur        | 3                    |               |               |                      |                      |               |                     |                     |               |  |
|  | Canadá               | 1                    |               |               |                      |                      |               |                     |                     |               |  |
|  | Canadá               | 1                    |               | Corea del Sur | 2                    |                      |               |                     |                     |               |  |
|  |                      |                      |               | Corea del Sur | 2                    |                      |               |                     |                     |               |  |
|  |                      |                      | Alemania      | 3             |                      |                      |               |                     |                     |               |  |
|  | Alemania             | 4                    | Alemania      | 3             |                      |                      |               |                     |                     |               |  |
|  | Alemania             | 4                    |               |               |                      |                      |               |                     |                     |               |  |
|  | Rusia                | 2                    |               |               |                      |                      |               |                     |                     |               |  |
|  | Rusia                | 2                    |               |               |                      |                      |               | Alemania            | 1                   |               |  |
|  |                      |                      |               |               |                      |                      |               | Alemania            | 1                   |               |  |
|  |                      |                      | Nueva Zelanda | 2             |                      |                      |               |                     |                     |               |  |
|  | China                | 3                    | Nueva Zelanda | 2             |                      |                      |               |                     |                     |               |  |
|  | China                | 3                    |               |               |                      |                      |               |                     |                     |               |  |
|  | Ghana                | 1                    |               |               |                      |                      |               |                     |                     |               |  |
|  | Ghana                | 1                    |               | China         | 1                    |                      |               | Decimoprimer puesto | Decimoprimer puesto |               |  |
|  |                      |                      |               | China         | 1                    |                      |               | Decimoprimer puesto | Decimoprimer puesto |               |  |
|  |                      |                      | Nueva Zelanda | 4             |                      |                      |               |                     |                     |               |  |
|  | Nueva Zelanda        | 7                    | Nueva Zelanda | 4             |                      |                      | Corea del Sur | 4                   |                     |               |  |
|  | Nueva Zelanda        | 7                    |               |               |                      |                      | Corea del Sur | 4                   |                     |               |  |
|  | Bélgica              | 3                    |               |               |                      |                      |               |                     | China               | 0             |  |
|  | Bélgica              | 3                    |               |               |                      |                      |               |                     | China               | 0             |  |
|  |                      |                      |               |               |                      |                      |               |                     |                     |               |  |

|  | Semifinales     | Semifinales     |                |        | Decimotercer puesto | Decimotercer puesto |  |
|  | 2 y 3 de agosto | 2 y 3 de agosto |                |        | 4 de agosto         | 4 de agosto         |  |
|  |                 |                 |                |        |                     |                     |  |
|  |                 |                 |                |        |                     |                     |  |
|  | Canadá          | 5               |                |        |                     |                     |  |
|  | Canadá          | 5               |                |        |                     |                     |  |
|  | Rusia           | 1               |                |        |                     |                     |  |
|  | Rusia           | 1               |                | Canadá | 1 (1)               |                     |  |
|  |                 |                 |                | Canadá | 1 (1)               |                     |  |
|  |                 |                 | Bélgica (pen.) | 1 (2)  |                     |                     |  |
|  | Ghana           | 1 (3)           | Bélgica (pen.) | 1 (2)  |                     |                     |  |
|  | Ghana           | 1 (3)           |                |        |                     |                     |  |
|  | Bélgica (pen.)  | 1 (4)           |                |        | Decimoquinto puesto | Decimoquinto puesto |  |
|  | Bélgica (pen.)  | 1 (4)           |                |        | Decimoquinto puesto | Decimoquinto puesto |  |
|  |                 |                 |                |        |                     |                     |  |
|  |                 |                 |                |        | Rusia (pen.)        | 1 (3)               |  |
|  |                 |                 |                |        | Rusia (pen.)        | 1 (3)               |  |
|  |                 |                 |                |        | Ghana               | 1 (1)               |  |
|  |                 |                 |                |        | Ghana               | 1 (1)               |  |
|  |                 |                 |                |        |                     |                     |  |

#### Ronda de colocación
| 1 de agosto de 2013 | Corea del Sur                     | 3:1     | Canadá        | Warsteiner HockeyPark, Mönchengladbach |                                       |
|                     | Kim H. 15' · Cho H. 62' · Cha 63' | Reporte | 48' Norlander | Árbitra: Irene Presenqui Liu Xiaoying  | Árbitra: Irene Presenqui Liu Xiaoying |

| 1 de agosto de 2013 | China                                | 3:1     | Ghana     | Warsteiner HockeyPark, Mönchengladbach     |                                            |
|                     | Zhang J. 12' · Ou 33' · Zhang X. 48' | Reporte | 10' Darko | Árbitra: Gabriele Schmitz Fanneke Alkemade | Árbitra: Gabriele Schmitz Fanneke Alkemade |

| 1 de agosto de 2013 | Alemania                                                | 4:2     | Rusia                         | Warsteiner HockeyPark, Mönchengladbach |                                   |
|                     | Scharf 11' · Stapenhorst 29' · Knuepfer 31' · Grote 67' | Reporte | 28' Guseva · 52' Miroshnikova | Árbitra: Kang Hyun hee Emi Yamada      | Árbitra: Kang Hyun hee Emi Yamada |

| 1 de agosto de 2013 | Nueva Zelanda                                                       | 7:3     | Bélgica                                 | Warsteiner HockeyPark, Mönchengladbach |                                       |
|                     | Symes 6', 31' · Reid 14' · Neal 23', 37' · Curtis 42' · Keddell 67' | Reporte | 48' De Paeuw · 49' Wouters · 65' Puvrez | Árbitra: Vilma Bagdanskiene Chen Hong  | Árbitra: Vilma Bagdanskiene Chen Hong |

#### Ronda de clasificación del 13° al 16°

##### Partidos iniciales
| 2 de agosto de 2013 | Canadá                                                 | 5:1     | Rusia | Warsteiner HockeyPark, Mönchengladbach   |                                          |
|                     | Johansen 8' · Buttinger 21' · Karringten 44', 59', 61' | Reporte | 51'   | Árbitra: Ayanna McClean Gabriele Schmitz | Árbitra: Ayanna McClean Gabriele Schmitz |

| 3 de agosto de 2013 | Ghana                                       | 1 : 1 (3 : 4 p.)           | Bélgica                                                 | Warsteiner HockeyPark, Mönchengladbach |                                       |
|                     | Shaibu 35'                                  | Reporte                    | 27' Leclef                                              | Árbitra: Kang Hyun hee Ayanna McClean  | Árbitra: Kang Hyun hee Ayanna McClean |
|                     |                                             | Tiros desde el punto penal |                                                         |                                        |                                       |
|                     | Umaru Fosuaa Boakye Amoako Opoku ____ Umaru |                            | Steenackers Puvrez Leclef Meyvis Weyns ____ Steenackers |                                        |                                       |

##### Partido por el decimoquinto puesto (15°-16°)
| 4 de agosto de 2013 | Rusia                                      | 1 : 1 (3 : 1 p.)           | Ghana                      | Warsteiner HockeyPark, Mönchengladbach |                                     |
|                     | Kondratyeva 47'                            | Reporte                    | 9' Opoku                   | Árbitra: Valentina Tomasi Chen Hong    | Árbitra: Valentina Tomasi Chen Hong |
|                     |                                            | Tiros desde el punto penal |                            |                                        |                                     |
|                     | Guseva Salamatina Miroshnikova Kondratyeva |                            | Umaru Amoako Opoku Danquah |                                        |                                     |

##### Partido por el decimotercer puesto (13°-14°)
| 4 de agosto de 2013 | Canadá                                     | 1 : 1 (1 : 2 p.)           | Bélgica                                  | Warsteiner HockeyPark, Mönchengladbach |                                    |
|                     | Randhawa 28'                               | Reporte                    | 27' Leclef                               | Árbitra: Emi Yamada Melanie Oakden     | Árbitra: Emi Yamada Melanie Oakden |
|                     |                                            | Tiros desde el punto penal |                                          |                                        |                                    |
|                     | Secco Haughn Karringten Sourisseau Donohoe |                            | Meyvis Steenackers Wouters Puvrez Leclef |                                        |                                    |

#### Ronda de clasificación del 9° al 12°

##### Partidos iniciales
| 2 de agosto de 2013 | Corea del Sur          | 2:3     | Alemania                      | Warsteiner HockeyPark, Mönchengladbach   |                                          |
|                     | Cheon 24' · Lee Y. 26' | Reporte | 2', 22' Oldhafer · 28' Krauss | Árbitra: Vilma Bagdanskiene Aleesha Unka | Árbitra: Vilma Bagdanskiene Aleesha Unka |

| 3 de agosto de 2013 | China      | 1:4     | Nueva Zelanda                                    | Warsteiner HockeyPark, Mönchengladbach |                                      |
|                     | Liu Y. 61' | Reporte | 25' King · 26' Fremaux · 50' Symes · 58' Keddell | Árbitra: Valentina Tomasi Emi Yamada   | Árbitra: Valentina Tomasi Emi Yamada |

##### Partido por el decimoprimer puesto (11°-12°)
| 4 de agosto de 2013 | Corea del Sur                        | 4:0     | China | Warsteiner HockeyPark, Mönchengladbach   |                                          |
|                     | Kim H. 8' · Kang 9', 70' · Cheon 37' | Reporte |       | Árbitra: Gabriele Schmitz Maggie Giddens | Árbitra: Gabriele Schmitz Maggie Giddens |

##### Partido por el noveno puesto (9°-10°)
| 4 de agosto de 2013 | Alemania  | 1:2     | Nueva Zelanda        | Warsteiner HockeyPark, Mönchengladbach |                                        |
|                     | Grote 43' | Reporte | 6' Curtis · 37' Goad | Árbitra: Fanneke Alkemade Liu Xiaoying | Árbitra: Fanneke Alkemade Liu Xiaoying |

### Ronda de campeonato
|  | Cuartos de final | Cuartos de final |            |              | Semifinales | Semifinales |              |                     | Final        | Final       |  |
|  | 1 de agosto      | 1 de agosto      |            |              | 2 de agosto | 2 de agosto |              |                     | 4 de agosto  | 4 de agosto |  |
|  |                  |                  |            |              |             |             |              |                     |              |             |  |
|  |                  |                  |            |              |             |             |              |                     |              |             |  |
|  | Países Bajos     | 9                |            |              |             |             |              |                     |              |             |  |
|  | Países Bajos     | 9                |            |              |             |             |              |                     |              |             |  |
|  | Sudáfrica        | 1                |            |              |             |             |              |                     |              |             |  |
|  | Sudáfrica        | 1                |            | Países Bajos | 3           |             |              |                     |              |             |  |
|  |                  |                  |            | Países Bajos | 3           |             |              |                     |              |             |  |
|  |                  |                  | India      | 0            |             |             |              |                     |              |             |  |
|  | España           | 2                | India      | 0            |             |             |              |                     |              |             |  |
|  | España           | 2                |            |              |             |             |              |                     |              |             |  |
|  | India            | 4                |            |              |             |             |              |                     |              |             |  |
|  | India            | 4                |            |              |             |             |              | Países Bajos (pen.) | 1 (4)        |             |  |
|  |                  |                  |            |              |             |             |              | Países Bajos (pen.) | 1 (4)        |             |  |
|  |                  |                  | Argentina  | 1 (2)        |             |             |              |                     |              |             |  |
|  | Argentina        | 2                | Argentina  | 1 (2)        |             |             |              |                     |              |             |  |
|  | Argentina        | 2                |            |              |             |             |              |                     |              |             |  |
|  | Estados Unidos   | 0                |            |              |             |             |              |                     |              |             |  |
|  | Estados Unidos   | 0                |            | Argentina    | 3           |             |              | Tercer lugar        | Tercer lugar |             |  |
|  |                  |                  |            | Argentina    | 3           |             |              | Tercer lugar        | Tercer lugar |             |  |
|  |                  |                  | Inglaterra | 0            |             |             |              |                     |              |             |  |
|  | Australia        | 0                | Inglaterra | 0            |             |             | India (pen.) | 1 (3)               |              |             |  |
|  | Australia        | 0                |            |              |             |             | India (pen.) | 1 (3)               |              |             |  |
|  | Inglaterra       | 1                |            |              |             |             |              |                     | Inglaterra   | 1 (2)       |  |
|  | Inglaterra       | 1                |            |              |             |             |              |                     | Inglaterra   | 1 (2)       |  |
|  |                  |                  |            |              |             |             |              |                     |              |             |  |

|  | Semifinales    | Semifinales |           |        | Quinto puesto  | Quinto puesto  |  |
|  | 2 de agosto    | 2 de agosto |           |        | 4 de agosto    | 4 de agosto    |  |
|  |                |             |           |        |                |                |  |
|  |                |             |           |        |                |                |  |
|  | Estados Unidos | 1           |           |        |                |                |  |
|  | Estados Unidos | 1           |           |        |                |                |  |
|  | Australia      | 4           |           |        |                |                |  |
|  | Australia      | 4           |           | España | 1              |                |  |
|  |                |             |           | España | 1              |                |  |
|  |                |             | Australia | 0      |                |                |  |
|  | Sudáfrica      | 1           | Australia | 0      |                |                |  |
|  | Sudáfrica      | 1           |           |        |                |                |  |
|  | España         | 3           |           |        | Séptimo puesto | Séptimo puesto |  |
|  | España         | 3           |           |        | Séptimo puesto | Séptimo puesto |  |
|  |                |             |           |        |                |                |  |
|  |                |             |           |        | Sudáfrica      | 2              |  |
|  |                |             |           |        | Sudáfrica      | 2              |  |
|  |                |             |           |        | Estados Unidos | 4              |  |
|  |                |             |           |        | Estados Unidos | 4              |  |
|  |                |             |           |        |                |                |  |

#### Cuartos de final
| 1 de agosto de 2013 | España                 | 2:4     | India                                                  | Warsteiner HockeyPark, Mönchengladbach     |                                            |
|                     | Giné 7' · Bonastre 30' | Reporte | 10' Malik · 34' Navn. Kaur · 41' Katariya · 48' Rampal | Árbitra: Michelle Joubert Annelize Rostron | Árbitra: Michelle Joubert Annelize Rostron |

| 1 de agosto de 2013 | Argentina                         | 2:0     | Estados Unidos | Warsteiner HockeyPark, Mönchengladbach |                                     |
|                     | Gomes Fantasia 35' · Werthein 60' | Reporte |                | Árbitra: Kylie Seymour Aleesha Unka    | Árbitra: Kylie Seymour Aleesha Unka |

| 1 de agosto de 2013 | Australia | 0:1     | Inglaterra  | Warsteiner HockeyPark, Mönchengladbach   |                                          |
|                     |           | Reporte | 26' Balsdon | Árbitra: Amber Church Stephanie Judefind | Árbitra: Amber Church Stephanie Judefind |

| 1 de agosto de 2013 | Países Bajos                                                                                | 9:1     | Sudáfrica | Warsteiner HockeyPark, Mönchengladbach |                                      |
|                     | Van Wijk 11', 15', 40', 42' · De Lange 19', 63' · De Waard 34' · Verschoor 55' · Saxton 57' | Reporte | 3' Marks  | Árbitra: Hannah Sanders Sarah Wilson   | Árbitra: Hannah Sanders Sarah Wilson |

#### Ronda de clasificación del 5° al 8°

##### Partidos iniciales
| 2 de agosto de 2013 | Estados Unidos | 1:4     | Australia                                                | Warsteiner HockeyPark, Mönchengladbach |                                        |
|                     | Vitesse 55'    | Reporte | 16' E. Smith · 51' Khoury · 67' Allendorf · 70' Flanagan | Árbitra: Fanneke Alkemade Liu Xiaoying | Árbitra: Fanneke Alkemade Liu Xiaoying |

| 2 de agosto de 2013 | Sudáfrica | 1:3     | España                       | Warsteiner HockeyPark, Mönchengladbach |                                        |
|                     | Bobbs 47' | Reporte | 53', 55' Bosque · 57' Guinea | Árbitra: Maggie Giddens Melanie Oakden | Árbitra: Maggie Giddens Melanie Oakden |

##### Partido por el séptimo puesto (7°-8°)
| 4 de agosto de 2013 | Sudáfrica                 | 2:4     | Estados Unidos                                     | Warsteiner HockeyPark, Mönchengladbach     |                                            |
|                     | Walraven 29' · Glasby 69' | Reporte | 15' Bolles · 33' Gebhart · 60' Parsley · 68' Bozek | Árbitra: Hannah Sanders Vilma Bagdanskiene | Árbitra: Hannah Sanders Vilma Bagdanskiene |

##### Partido por el quinto puesto (5°-6°)
| 4 de agosto de 2013 | España     | 1:0     | Australia | Warsteiner HockeyPark, Mönchengladbach |                                        |
|                     | Guinea 23' | Reporte |           | Árbitra: Sarah Wilson Annelize Rostron | Árbitra: Sarah Wilson Annelize Rostron |

#### Ronda de clasificación del 1° al 4°

##### Semifinales
| 2 de agosto de 2013 | Argentina                            | 3:0     | Inglaterra | Warsteiner HockeyPark, Mönchengladbach       |                                              |
|                     | Cédres 13', 40' · Gomes Fantasia 64' | Reporte |            | Árbitra: Michelle Joubert Stephanie Judefind | Árbitra: Michelle Joubert Stephanie Judefind |

| 2 de agosto de 2013 | Países Bajos                                  | 3:0     | India | Warsteiner HockeyPark, Mönchengladbach |                                       |
|                     | Van Wijk 17' · De Lange 57' · Scheerlinck 68' | Reporte |       | Árbitra: Irene Presenqui Amber Church  | Árbitra: Irene Presenqui Amber Church |

##### Partido por el tercer puesto (3°-4°)
| 4 de agosto de 2013 | India                                                                  | 1 : 1 (3 : 2 p.)           | Inglaterra                                                       | Warsteiner HockeyPark, Mönchengladbach |                                       |
|                     | Rampal 13'                                                             | Reporte                    | 55' Toman                                                        | Árbitra: Irene Presenqui Aleesha Unka  | Árbitra: Irene Presenqui Aleesha Unka |
|                     |                                                                        | Tiros desde el punto penal |                                                                  |                                        |                                       |
|                     | Rampal Navj. Kaur Katariya Navn. Kaur Rani ____ Rampal Rani Navn. Kaur |                            | Toman Leigh McCallin Hyams Defroand ____ Defroand McCallin Toman |                                        |                                       |

##### Final
| 4 de agosto de 2013 | Países Bajos                      | 1 : 1 (4 : 2 p.)           | Argentina                               | Warsteiner HockeyPark, Mönchengladbach  |                                         |
|                     | Van Wijk 32'                      | Reporte                    | 66' Cedrés                              | Árbitra: Michelle Joubert Kylie Seymour | Árbitra: Michelle Joubert Kylie Seymour |
|                     |                                   | Tiros desde el punto penal |                                         |                                         |                                         |
|                     | Keetels Jaspers Verschoor Leurink |                            | F. Habif Gomes Fantasia Granatto Cedrés |                                         |                                         |

|                                  |
| Bandera de los Países Bajos      |
| Campeón Países Bajos 3.er título |

## Trofeos y reconocimientos
| Mayor goleadora | Jugadora del torneo | Arquera del torneo |
| --------------- | ------------------- | ------------------ |
| Lieke van Wijk  | Rani Rampal         | Sofia Montserrat   |

## Estadísticas

### Clasificación final
| Posición | Equipo         |
| -------- | -------------- |
| 1        | Países Bajos   |
| 2        | Argentina      |
| 3        | India          |
| 4        | Inglaterra     |
| 5        | España         |
| 6        | Australia      |
| 7        | Estados Unidos |
| 8        | Sudáfrica      |
| 9        | Nueva Zelanda  |
| 10       | Alemania       |
| 11       | Corea del Sur  |
| 12       | China          |
| 13       | Bélgica        |
| 14       | Canadá         |
| 15       | Rusia          |
| 16       | Ghana          |